# Serbische Eishockeyliga 2012/13
Die Saison 2012/13 der Serbischen Eishockeyliga (serbisch Prvenstvo Srbije u hokeju na ledu Првенство Србије у ҳоқејү на леду, wörtlich übersetzt: Serbische Eishockeymeisterschaft) war die siebte Spielzeit der höchsten Eishockey-Spielklasse Serbiens. Meister wurde der HK Partizan Belgrad.

## Teilnehmer
In der Spielzeit nahmen folgende Mannschaften an den Ligaspielen teil:
- HK Partizan Belgrad
- KHK Roter Stern Belgrad
- HK Vitez Belgrad
- HK NS Stars
- HK Spartak Subotica
- U20-Nationalmannschaft

## Meisterschaft
Die Meisterschaft wurde im Ligasystem ausgetragen. Für einen Sieg nach regulärer Spielzeit gab es drei Punkte, für einen Sieg nach Verlängerung oder Penaltyschießen zwei Punkte und für eine Niederlage nach Verlängerung oder Penaltyschießen einen Punkt. Bei einer Niederlage nach regulärer Spielzeit ging die Mannschaft leer aus.

## Ergebnisse
| Pl. |                         | Sp | S | OTS | OTN | N | Tore  | Punkte |
| 1.  | HK Partizan Belgrad     | 08 | 8 | 0   | 0   | 0 | 75:33 | 24     |
| 2.  | HK Vitez Belgrad        | 10 | 7 | 0   | 1   | 2 | 47:36 | 22     |
| 3.  | HK Spartak Subotica     | 08 | 2 | 2   | 1   | 3 | 37:38 | 11     |
| 4.  | KHK Roter Stern Belgrad | 10 | 2 | 1   | 0   | 7 | 28:55 | 08     |
| 5.  | HK NS Stars             | 08 | 2 | 0   | 1   | 5 | 29:46 | 07     |
| 6.  | U20-Nationalmannschaft  | 08 | 2 | 0   | 0   | 6 | 29:37 | 06     |

## Beste Scorer
Abkürzungen: Sp = Spiele, T = Tore, V = Assists, Pkt = Punkte, +/− = Plus/Minus, SM = Strafminuten
| Spieler           | Team                | Sp | T  | V  | Pkt |
| ----------------- | ------------------- | -- | -- | -- | --- |
| Marko Milovanović | HK Partizan Belgrad | 6  | 17 | 10 | 27  |
| Marko Kovačević   | HK Partizan Belgrad | 6  | 12 | 6  | 18  |
| Bojan Janković    | HK Vitez Belgrad    | 9  | 8  | 7  | 15  |
| Bogdan Janković   | HK Vitez Belgrad    | 9  | 8  | 4  | 13  |
| Marko Brkušanin   | HK Partizan Belgrad | 7  | 6  | 6  | 12  |